# Variables de Mandelstam

En aquest diagrama, dues partícules amb moments p_{1} i p_{2} interaccionen (d'alguna manera, sigui fusionant-se o intercanviant una altra partícula) i després surten dues partícules amb diferent moment (p_{3} i p_{4}).

En física teòrica, les variables de Mandelstam són quantitats que codifiquen l'energia, la quantitat de moviment i els angles de les partícules en un procés de dispersió tot respectant la invariància de Lorentz.
Les variables de Mandelstam van ser introduïdes per primera vegada pel físic Stanley Mandelstam l'any 1958, i són particularment útils per a processos generals de col·lisió de N partícules a N' partícules.
Si hom escull la mètrica de Minkowski {\displaystyle \mathrm {diag} (1,-1,-1,-1)}, les variables de Mandelstam {\displaystyle s,t,u} per a un procés de col·lisió de dues partícules, 1 2→ 3 4, es defineixen com a
{\displaystyle s=(p_{1}+p_{2})^{2}c^{2}=(p_{3}+p_{4})^{2}c^{2}}
{\displaystyle t=(p_{1}-p_{3})^{2}c^{2}=(p_{4}-p_{2})^{2}c^{2}}
{\displaystyle u=(p_{1}-p_{4})^{2}c^{2}=(p_{3}-p_{2})^{2}c^{2}}
on p1 i p2 són els quadrimoments (o quadri-impulsions) de les partícules entrants i p3 i p4 són els quadrimoments de les partícules sortints (c és la velocitat de la llum per a obtenir unitats correctes en el SI).
Les variables tenen unitats d'energia al quadratː {\displaystyle s} també es coneix com el quadrat de l'energia del centre de massa (massa invariant) i {\displaystyle t} com el quadrat de la transferència del quadrimoment.

## Diagrames de Feynman
Les lletres s,t,u s'empren sovint en els termes canal s (canal de tipus temps), canal t i canal u (ambdós canals de tipus espai). Aquests canals representen diferents diagrames de Feynman o diferents possibles esdeveniments de dispersió on la interacció implica l'intercanvi d'una partícula intermèdia el quadrimoment al quadrat de la qual és igual a s,t,u, respectivament.
|           |           |           |
| s-channel | t-channel | u-channel |
Per exemple, el canal s correspon a les partícules 1,2 que es fusionen en una partícula intermèdia (virtual) que finalment es divideix en 3,4: El canal s es l'únic mitja pel qual ressonàncies i noves partícules inestables poden ser descobertes sempre i quan la seva vida útil sigui prou llarga. El canal t representa el procés en el qual la partícula 1 emet una partícula intermèdia (virtual) i es converteix en la partícula final 3, mentre que la partícula 2 absorbeix la partícula intermèdia (virtual) i es converteix en 4. El canal u és el canal t amb el paper de les partícules 3,4 intercanviades.
Quan s'avalua una amplitud dels diagrames de Feynman sovint es troben productes escalars de les quatre impulsions externes. Es poden utilitzar les variables de Mandelstam per a simplificar-les:
{\displaystyle p_{1}\cdot p_{2}={\frac {s/c^{2}-m_{1}^{2}-m_{2}^{2}}{2}}}
{\displaystyle p_{1}\cdot p_{3}={\frac {m_{1}^{2}+m_{3}^{2}-t/c^{2}}{2}}}
{\displaystyle p_{1}\cdot p_{4}={\frac {m_{1}^{2}+m_{4}^{2}-u/c^{2}}{2}}}
On {\displaystyle m_{i}} és la massa de la partícula amb el moment corresponent {\displaystyle p_{i}} .
La suma de les variables de Mandelstam és igual a la suma del quadrat de cadascuna de les masses implicades en el procés ː 
{\displaystyle (s+t+u)/c^{4}=m_{1}^{2}+m_{2}^{2}+m_{3}^{2}+m_{4}^{2}}
on mi és la massa de la partícula i.

## Límit relativista
En el límit relativista, el moment (velocitat) és gran, de manera que utilitzant l'equació relativista energia-impuls, l'energia es converteix essencialment en la norma del moment (p. ex. {\displaystyle E^{2}=\mathbf {p} \cdot \mathbf {p} +{m_{0}}^{2}} esdevé {\displaystyle E^{2}\approx \mathbf {p} \cdot \mathbf {p} } ). La massa en repòs també es pot menysprear.
Així doncs, per exemple,
{\displaystyle s/c^{2}=(p_{1}+p_{2})^{2}=p_{1}^{2}+p_{2}^{2}+2p_{1}\cdot p_{2}\approx 2p_{1}\cdot p_{2}}
car {\displaystyle p_{1}^{2}=m_{1}^{2}} i {\displaystyle p_{2}^{2}=m_{2}^{2}}.
Per tant,
| {\displaystyle s/c^{2}\approx } | {\displaystyle 2p_{1}\cdot p_{2}\approx }  | {\displaystyle 2p_{3}\cdot p_{4}}  |
| {\displaystyle t/c^{2}\approx } | {\displaystyle -2p_{1}\cdot p_{3}\approx } | {\displaystyle -2p_{2}\cdot p_{4}} |
| {\displaystyle u/c^{2}\approx } | {\displaystyle -2p_{1}\cdot p_{4}\approx } | {\displaystyle -2p_{3}\cdot p_{2}} |